# Hellyethira fimbriata
Hellyethira fimbriata är en nattsländeart som först beskrevs av Martin E. Mosely 1934.  Hellyethira fimbriata ingår i släktet Hellyethira och familjen smånattsländor. Inga underarter finns listade i Catalogue of Life.